# Deutscher Ziest
Der Deutsche Ziest (Stachys germanica) ist eine Pflanzenart in der Familie der Lippenblütler (Lamiaceae). Er blüht von Juni bis September.

## Beschreibung

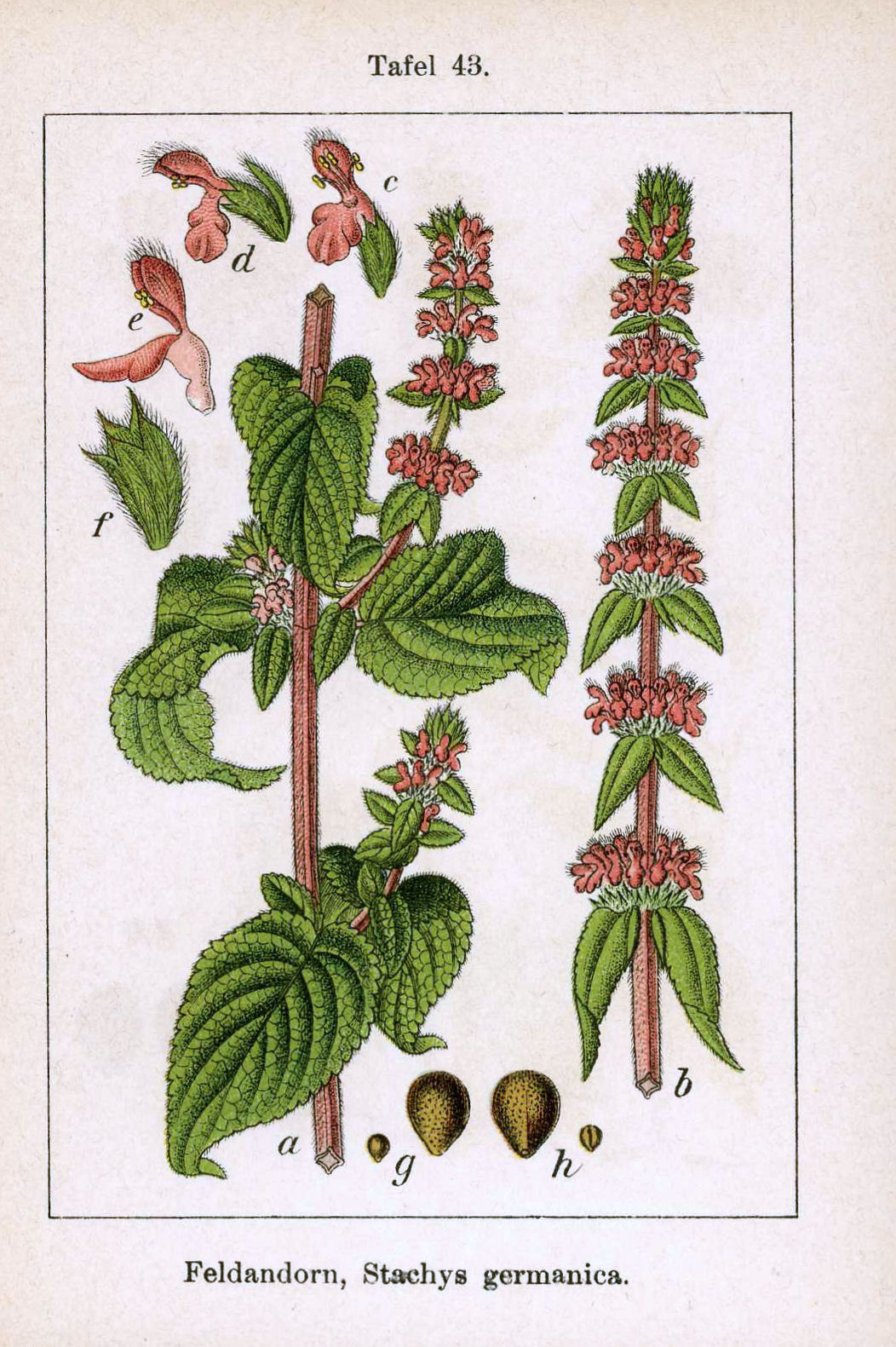
Illustration aus Sturm

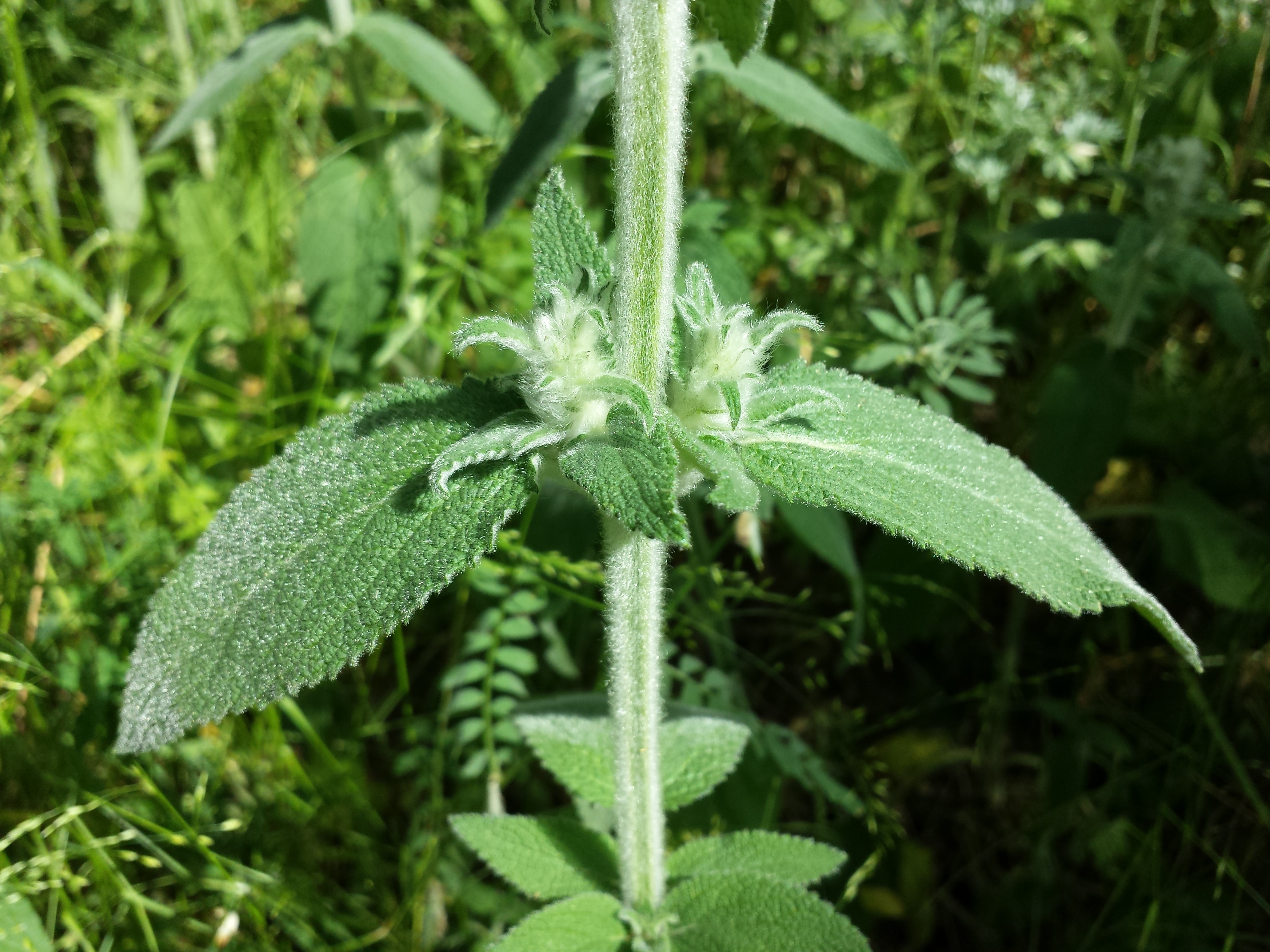
Stängel mit gegenständigen Laubblättern

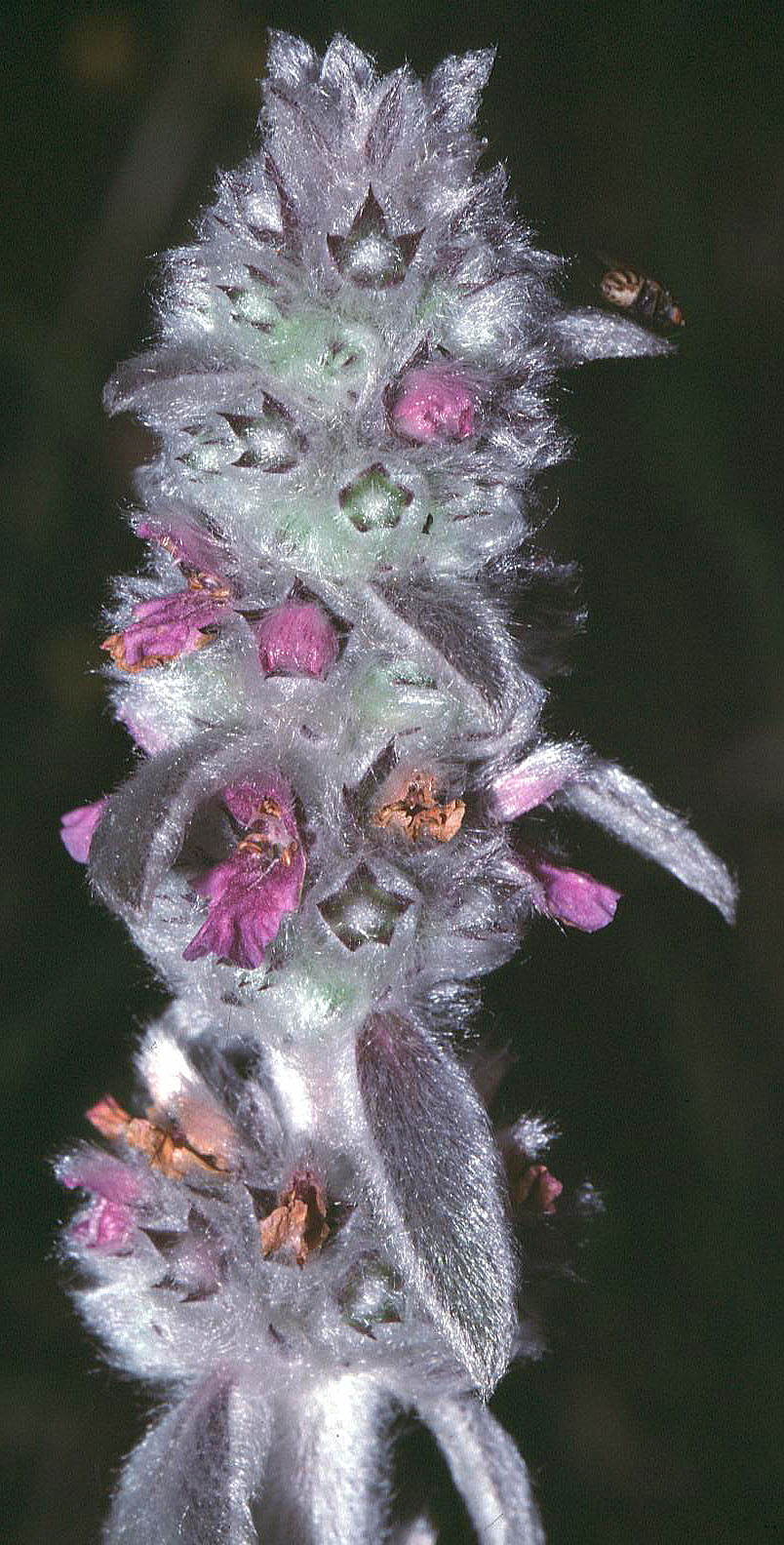
Blütenstand

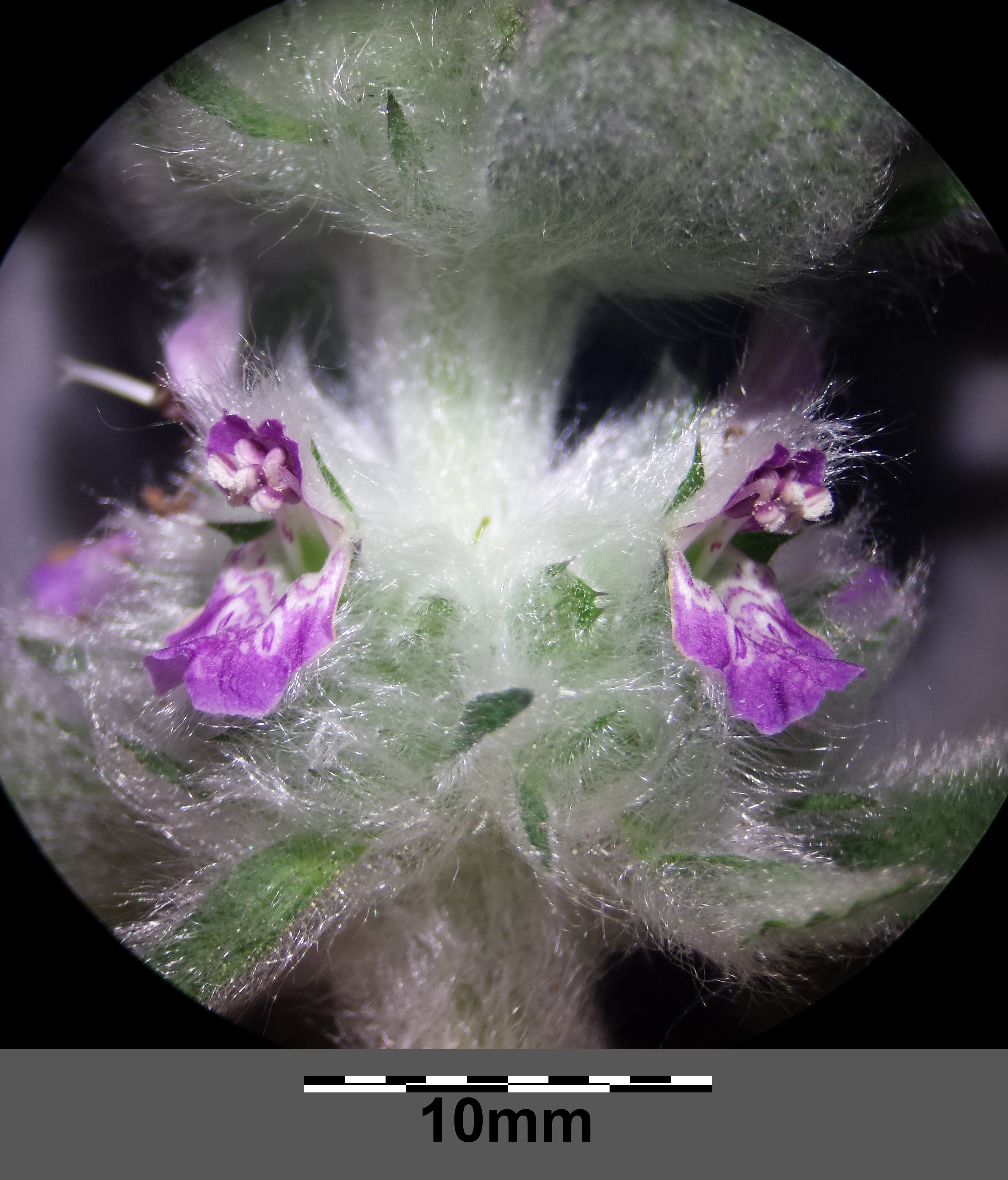
Scheinquirle

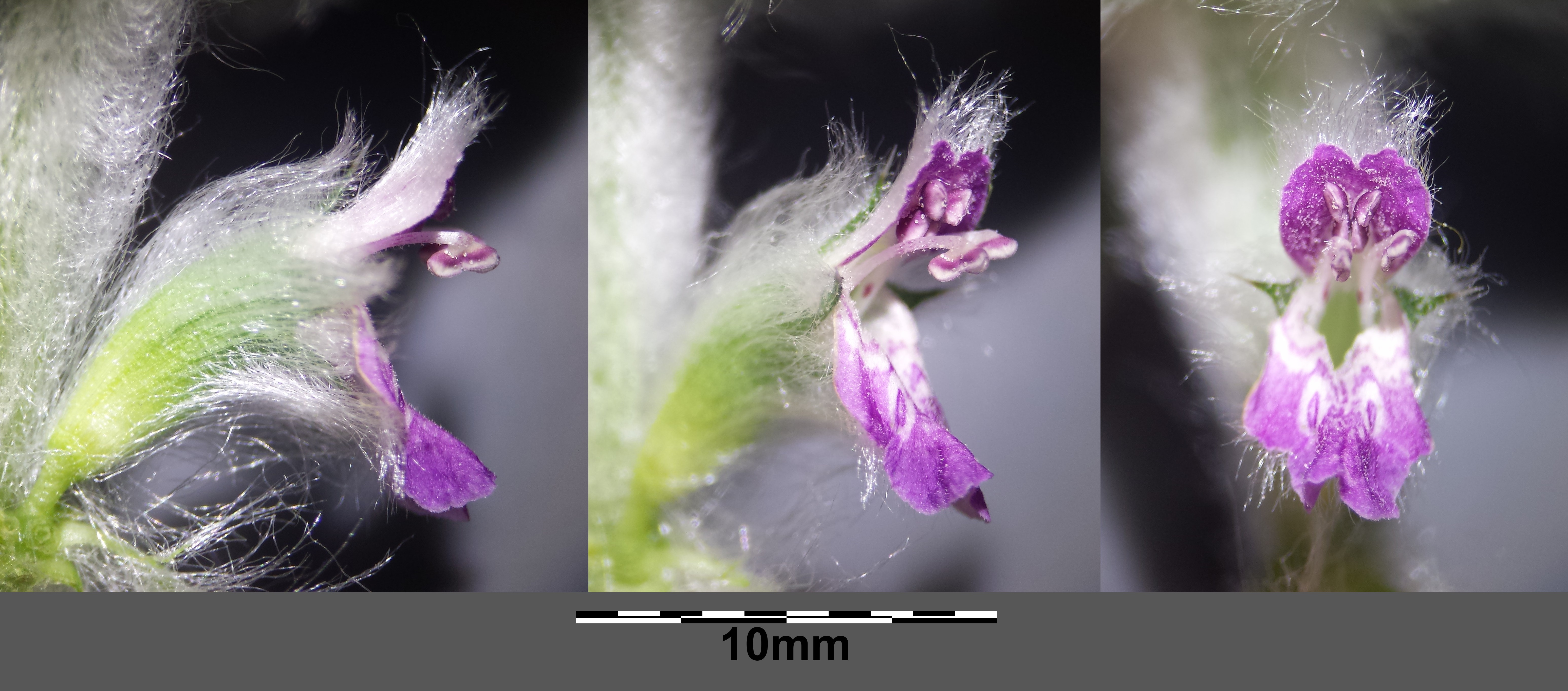
Blüte: Kronenaußenseite ist dicht zottig behaart.

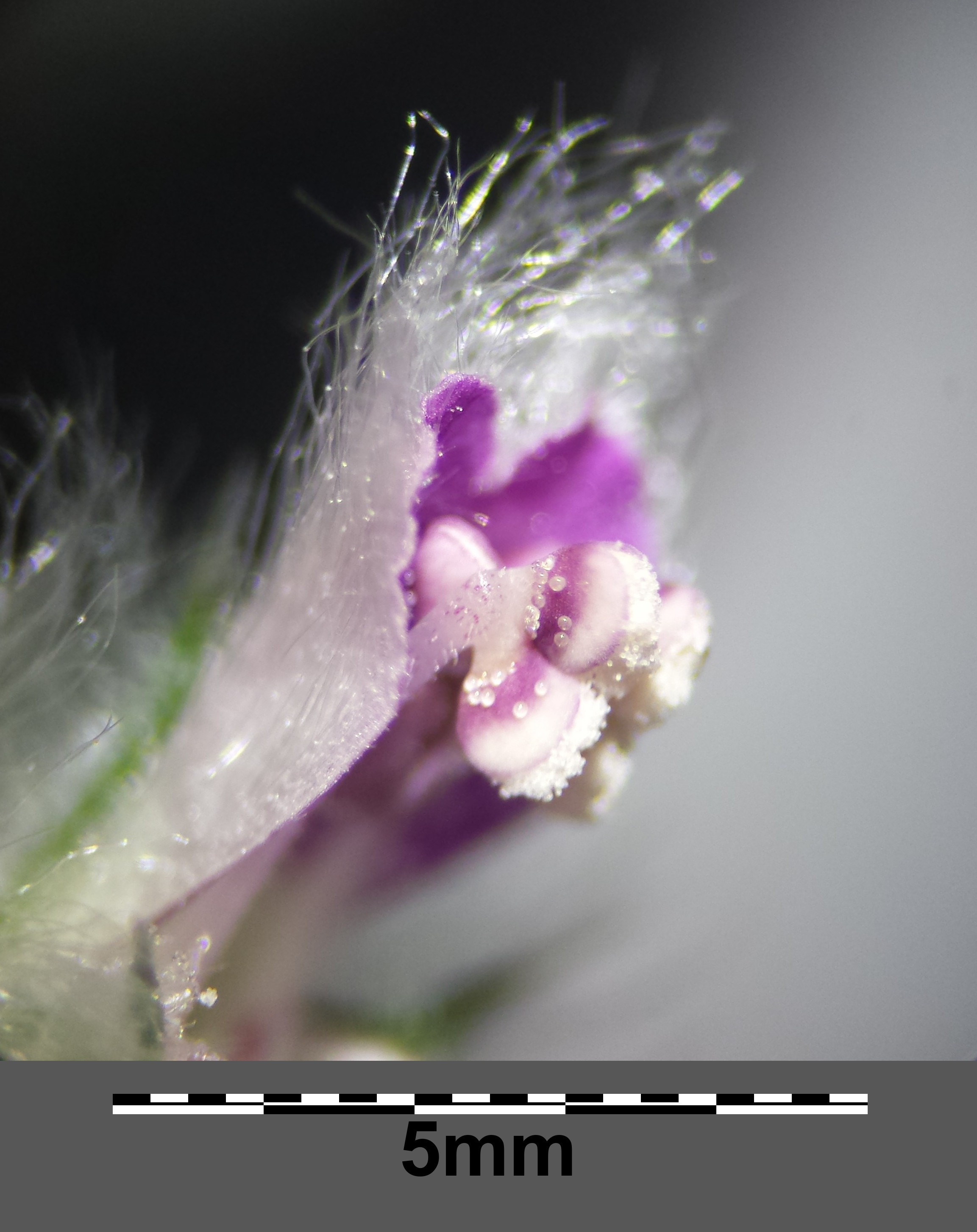
Kronenoberlippe mit Antheren: die Antherenhälften stehen genau übereinander.

### Vegetative Merkmale
Der Deutsche Ziest wächst meist als zweijährige krautige Pflanze und erreicht Wuchshöhen von 40 bis 125 Zentimetern. Es handelt sich um eine Halbrosettenpflanze. Der Stängel ist aufrecht, einfach oder ästig und wie die ganze Pflanze durch dichte, fein seidige Behaarung grau-weiß wirkend.
Von den gegenständig am Stängel angeordneten Blättern sind die unteren deutlich gestielt, die oberen – vor allem die Hochblätter – sitzend. Die einfachen Blattspreiten sind bei einer Länge von 3 bis 10 Zentimetern sowie einer Breite von 1 bis 5 Zentimetern eiförmig-elliptisch mit gekerbtem Blattrand. Die Blätter sind stark netznervig-runzelig. Die Hochblätter sind sitzend, die unteren sind den Stängelblättern ähnlich und ünberragen die Blüten weit, die oberen werden rasch kleiner und sind ganzrandig.

### Generative Merkmale
Der Blütenstand besteht aus dicht- und reichblütigen, etwa 16 bis 20 (bis 40) Blüten umfassenden Scheinquirlen, die im oberen Teil dicht gedrängt stehen. Die zwittrigen Blüten sind 12 bis 18 Millimeter lang, zygomorph und fünfzählig mit doppelter Blütenhülle. Der Kelch ist dicht seidig behaart, die Kelchzähne sind stachelspitzig und deutlich aus dem Filz herausschauend. Die Kronblätter sind hell-karminrot gefärbt und werden braun beim Trocknen; außen sind sie lang seidig-zottig behaart. Die Kronröhre hat innen einen Haarring, Die Blütenoberlippe ist ungeteilt oder gespalten und leicht gekrümmt. Die etwas längere Unterlippe hat 2 kleine Seitenlappen und einen großen, scharf abgesetzten oft etwas gezähnelten Mittellappen. Die Staubblätter liegen unter der Oberlippe, sie sind am Grund zottig und nur wenige auswärte gekrümmt. Die Pollensäcke sind stark spreizend und kahl. Der Griffel ist weiß. Die Klausen sind etwa 2 bis 2,5 Millimeter lang, dreikantig, glatt und schwärzlich gefärbt.
Die Chromosomenzahl beträgt 2n = 30.

## Vorkommen
Stachys germanica kommt von Marokko und den Kanarischen Inseln bis zur Türkei und dem Kaukasusraum vor. Als Neubürger ist er auch in Nordamerika zu finden. In Österreich ist er im pannonischen Gebiet selten, sonst sehr selten zu finden. In der Schweiz kommt er selten vor.
Der Deutsche Ziest kommt in Deutschland nur sehr zerstreut vor. Er ist vor allem im südlichen Teil des Gebiets häufiger zu finden. Er fehlt im Nordwesten und Nordosten Deutschlands.
Der Deutsche Ziest wächst in Halbtrockenrasen, in lichten Gebüschen, an Böschungen, in Steinbrüchen und auf Schutt. Er bevorzugt mehr oder weniger trockene, nährstoffreiche und oft kalkhaltige Böden. Er ist in Mitteleuropa eine Charakterart des Verbands Onopordion acanthii, kommt aber auch in Mesobromion-Gesellschaften vor.
Die ökologischen Zeigerwerte nach Landolt et al. 2010 sind in der Schweiz: Feuchtezahl F = 2 (mäßig trocken), Lichtzahl L = 4 (hell), Reaktionszahl R = 4 (neutral bis basisch), Temperaturzahl T = 4+ (warm-kollin), Nährstoffzahl N = 3 (mäßig nährstoffarm bis mäßig nährstoffreich), Kontinentalitätszahl K = 4 (subkontinental).

## Systematik
Die Erstveröffentlichung von Stachys germanica erfolgte 1753 durch Carl von Linné in Species Plantarum, Tomus II, S. 581.
Man kann von Stachys germanica folgende Unterarten unterscheiden:
- Stachys germanica subsp. dasyanthes (Raf.) Arcang.: Sie kommt in Italien und in Sizilien vor.[3]
- Stachys germanica subsp. germanica: Sie kommt von Europa bis zum Kaukasusraum vor, aber auch auf den Kanarischen Inseln und in Nordwestafrika.[3]
- Stachys germanica subsp. heldreichii (Boiss.) Hayek: Sie kommt von der Balkanhalbinsel bis Transkaukasien vor.[3]
- Stachys germanica subsp. velezensis (Sagorski) Hayek: Sie kommt auf der nordwestlichen Balkanhalbinsel vor.[3]